# Emblyna formicaria
Emblyna formicaria là một loài nhện trong họ Dictynidae.
Loài này thuộc chi Emblyna. Emblyna formicaria được Léon Baert miêu tả năm 1987.